# Antonio Núñez Jiménez
Antonio Núñez Jiménez (Alquízar, Cuba, 20 d'abril de 1923 - L'Havana, 13 de setembre de 1998) va ser un polític, revolucionari i científic cubà.

## Biografia

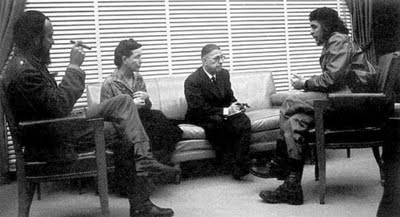
Antonio Núñez Jiménez present a la trobada de Simone de Beauvoir i Jean Paul Sartre amb Guevara el 1960.

Doctorat en Filosofia i Lletres per la Universitat de l'Havana el 1950 i després per la Universitat Lomonosov de Moscou, Antonio Núñez Jiménez va explorar diverses coves desconegudes a l'illa de Cuba. Destaca el descobriment que va fer d'un túmul taino a la província de Camagüey el 1956. L'Institut Superior de Mineria Metal·lúrgica de Moa de la província de Holguín i a l'Escola Nacional d'Espeleologia de la província de Pinar del Río porten el seu nom.

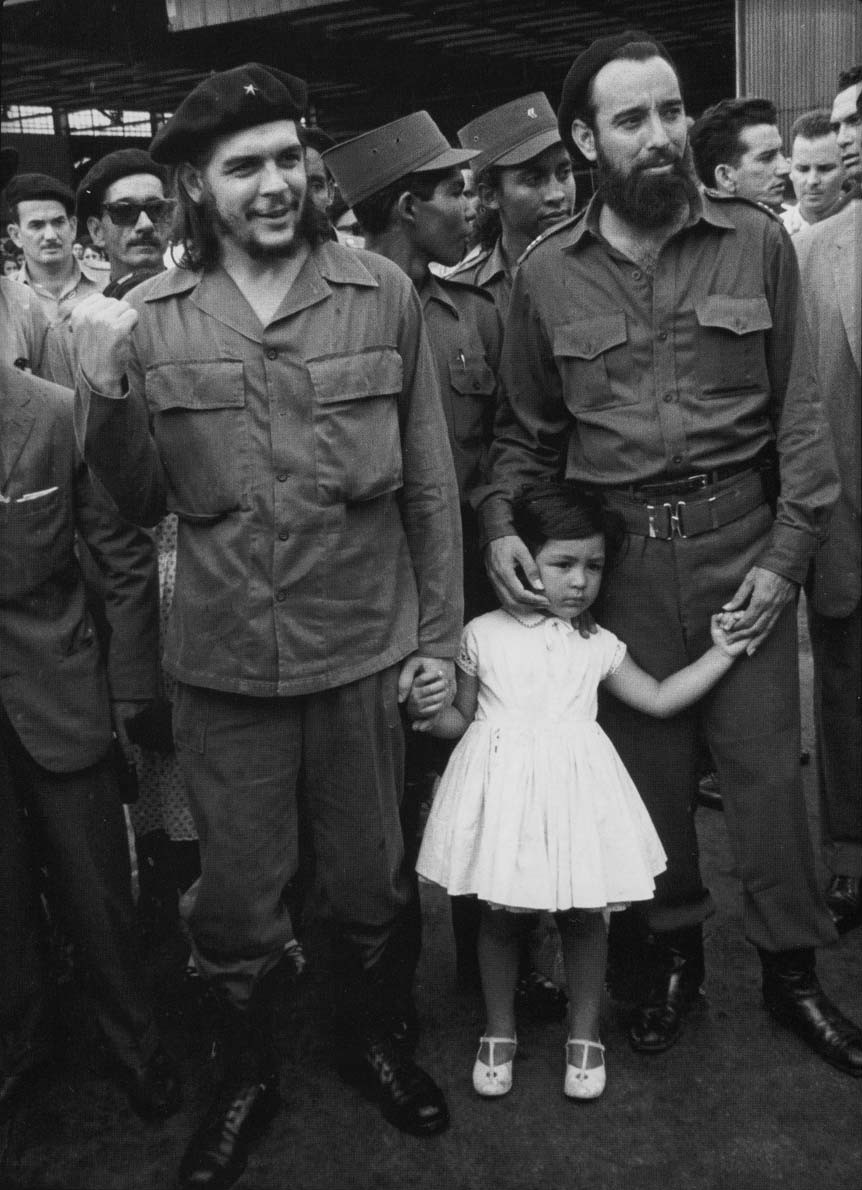
Antonio Núñez Jiménez amb el Che i la seva filla Hilda el 1963.

A finals dels anys 1950, Antonio Núñez Jiménez es va unir a les forces revolucionàries de Fidel Castro i va participar en la Revolució Cubana amb el grau de capità a la Columna 8 "Ciro Redondo". Com a revolucionari va participar en l'alliberament dels pobles de Fomento, Cabaiguán, Placetas, Remedios, Caibarién, i de la ciutat de Santa Clara, sota les ordres del Comandant Ernesto Che Guevara. Després de la caiguda de Fulgencio Batista va ocupar diversos càrrecs importants, entre els quals els de director de l'Institut Nacional de Reforma Agrària, president de l'Acadèmia de Ciències i ambaixador de Cuba al Perú. També va succeir al Che Guevara com a cap del Banc Nacional de Cuba.
El 1940 va fundar la Societat Espeleològica de Cuba (SEC), que va presidir fins a la seva mort. També va ser un promotor del treball espeleològic a l'Amèrica Llatina i va fundar i presidir la Federació Espeleològica d'Amèrica Llatina i del Carib (FEALC) de 1983 a 1988. Va organitzar diversos congressos internacionals a Cubaː el Primer simposi mundial d'art rupestre (1986), el 50è aniversari de la SEC (1990) i el 2n congrés de la FEALC (1992).
També s'ha donat el nom d'Antonio Núñez Jiménez a una fundació cultural i científica no governamental que treballa per la protecció del medi ambient en la seva relació amb la cultura i la societat.

## Obra científica
Antonio Núñez Jiménez és l'autor d'una trentena d'obres, entre les quals:
- Geografía de Cuba (1954)
- Petroglifos del Perú (1985)
- El libro de piedra de Toro Muerto (1986)
- El arte rupestre cubano (1986)
- La Gran Caverna de Santo Tomas (1990)
- Medio siglo explorando Cuba (1990)
- En canoa del Amazonas al Caribe (1992)
- En canoa por el mar de las Antillas (1992)
- The Journey of the Havana Cigar (1995)